# Marion Motley
Marion Motley (5 de junio de 1920-27 de junio de 1999) fue un jugador de fútbol americano. Jugó como fullback para los Cleveland Browns y los Pittsburgh Steelers.
Motley asistió a la escuela Canton McKinley High School en Canton, Ohio y fue a estudiar a la South Carolina State University y a la Universidad de Nevada en Reno; Motley se unió a la Armada de los Estados Unidos (no terminó la universidad) donde jugó para Paul Brown con el equipo de la Great Lakes Naval Training Station. Este equipo, lleno de jugadores talentosos que se habían enlistado para servir en la Segunda Guerra Mundial, logró derrotar a Notre Dame 39-7 en 1945. Motley planeó regresar a la universidad para graduarse, pero Paul Brown le ofreció trabajo. Comenzó su carrera profesional en 1946, cuando los Cleveland Browns eran parte de la AAFC.
Motley y los Browns ganaron todos los campeonatos celebrados en los cuatro años de vida de la AAFC, terminando con una marca total de 47-4-3, incluyendo una temporada invicta de 15-0 en 1948. Fuera de los New York Yankees y los San Francisco 49ers, los otros equipos de la AAFC no ofrecían oposición significativa en contra de los Browns. En el Partido de Campeonato de 1946 de la AAFC en contra de New York, Motley corrió para 98 yardas en 13 acarreos, incluyendo un touchdown, ganando los Browns por 14-9. En la e4rvancha de 1947, Motley de nuevo en contra de New York corrió 33 veces para 109 yardas en la victoria de los Browns por 14-3. En el Partido de Campeonato de 1948 de la AAFC en contra de los Buffalo Bills, Motley corrió en 14 ocasiones para 133 yardas y tres touchdowns, en otra victoria de los Browns por 49-7. Finalizó su carrera en la AAFC en el Partido de Campeonato de 1949 de la AAFC en contra de San Francisco con 8 acarreos para 75 yardas, incluyendo un acarreo de 63 yardas para touchdown en la victoria final de los Browns por 21-7.
Cuando colapsó la AAFC en 1949, Motley terminó como el máximo corredor de esa liga con 3,024 yardas. En la temporada de 1949,fue el líder de la AAFC con 810 yardas en 140 acarreos, promediando entre 9 y 10  acarreos por juego. 
Fue campeón de la NFL en 1950.
Motley también fue un estupendo bloqueador de pases jugando a la defensiva como linebacker, algo poco común ya en esos años. En sus cuatro últimas temporadas como profesional sufrió muchas lesiones. Se retiró en 1954, pero pronto regresó y jugó en 1955 con los Steelers, pero se volvió a retirar después de pocos juegos debido a sus viejas lesiones. 
En 1968, Motley fue elegido para ser miembro del Salón de la Fama del Fútbol Americano Profesional.  Un año antes, el ex-safety Emlen Tunnell de los New York Giants fue el primer jugador negro en recibir ese honor, siendo Motley el segundo. Murió en 1999 de cáncer de próstata, poco después de cumplir 79 años. Fue sepultado en el cementerio Evergreen Memorial Park en Bedford Heights, Condado de Cuyahoga, Ohio.